# Тодор Гущеров
Тодор Георгиев Гущеров или Гущера е български революционер, терорист на Вътрешната македонска революционна организация.

## Биография
Тодор Гущеров е роден през 1890 година в щипското село Криви дол, тогава в Османската империя, днес в Северна Македония. Присъединява се към ВМРО, действа като терорист и като дългогодишен телохранител на Кирил Пърличев. След убийството на Александър Протогеров на 7 юли 1928 година застава на страната на михайловистите. Убит в София на 12 август 1928 година от протогеровиста Тано Г. А. Дончев според Иван Михайлов.